# Vincenzo Scarpetta
Vincenzo Scarpetta, född 19 juni 1877 i Neapel, död på samma ort 3 augusti 1952, var en italiensk skådespelare, manusförfattare, regissör och teaterdirektör.
Scarpetta föddes som den andre av två söner i äktenskapet mellan skådespelaren Eduardo Scarpetta och Rosa De Filippo. Vincenzos äkta börd har aldrig ifrågasatts, vilket däremot drabbade hans ett år äldre bror Domenico som påståtts och påstås ha varit son till Viktor Emanuel II. Medan Domenico valde den militära banan gick Vincenzo i tidigt i faderns fotspår och debuterade 1888 i Eduardos egen pjäs Miseria e nobiltà som var skriven just för att introducera sonen i skådespelaryrket.
Scarpetta skrev sin första komedi 1896 och hade redan då börjat utvecklas åt ett annat håll än sin far och förebild. Han var betydligt mer intresserad av musik och musikens roll i teatern än Eduardo och revyer med många sångnummer blev därför det han helst producerade. Möjligheten till det verkade öppnas 1910 när han tog över sin fars teaterverksamhet när denne bestämt sig för att dra sig tillbaka men en stor del av Scarpettas produktioner fortsatte att vara till förväxling lika faderns med undantaget att dennes klassiska rollfigur Felice Sciosciammocca hade utgått ur programmet. Scarpetta föryngrade också teatersällskapet genom att anställa sina yngre halvsyskon Titina, Eduardo och Peppino, vilka samtidigt var hans kusinbarn, eftersom hans mor var faster till deras mor.
Scarpetta såg tidigt filmens möjligheter och även i det sammanhanget intresserade han sig för musikens roll som under stumfilmens tid var mycket viktig för att bygga upp rätt stämning. Han fick sin första filmroll redan 1907 och medverkade i minst åtta filmer före ljudfilmens genombrott, däribland den mest kände italienske stumfilmsregissören Enrico Guazzonis filmer Il gallo nel pollaio (1916) och Scarpetta e l'americana (1918). Han återupptog efter ett långt uppehåll arbetet med film mot slutet av 1930-talet och medverkade bland annat i Corrado D'Erricos filmatisering av Miseria e nobiltà (1940).
Efter faderns död 1925 ändrade Scarpetta inriktning vad gällde teatern och började producera den musikteater som han sedan tidig ungdom intresserat sig för. Det innebar också att syskonen De Filippo valde att lämna hans sällskap för att försöka bilda ett eget. Hans produktioner nådde en stor popularitet, särskilt under hans fleråriga samarbete 1939-44 med Raffaele Viviani.
Långt efter Scarpettas död (1952) nådde två av hans tidiga, helt bortglömda, verk oväntade framgångar. Det gäller O'tuono 'e marzo, skriven 1911, som blev TV-version 1975 i regi av Scarpettas halvbror Eduardo De Filippo och La donna è mobile från 1918 som fick sin scenpremiär 1981, även den i regi av Eduardo De Filippo och med dennes son Luca De Filippos teatersällskap i rollerna.